# Richard Schroeder
Richard Schroeder (Estados Unidos, 29 de octubre de 1961) es un nadador estadounidense retirado especializado en pruebas de estilo libre y estilo braza, donde consiguió ser campeón olímpico en 1984 en los 4 x 100 metros estilos.

## Carrera deportiva
En los Juegos Olímpicos de Los Ángeles 1984 ganó la medalla de oro en los relevos de 4 x 100 metros estilos (nadando el largo de braza), por delante de Canadá y Australia (bronce); cuatro años después, en las Olimpiadas de Seúl 1988 volvió a ganar el oro en los relevos de 4 x 100 metros estilos.